# Demonax langsonius
Demonax langsonius är en skalbaggsart som först beskrevs av Leon Fairmaire 1895.  Demonax langsonius ingår i släktet Demonax och familjen långhorningar. Inga underarter finns listade i Catalogue of Life.